# Радомир Андрић
Радомир Андрић (Љубање, 3. март 1944) српски је песник и новинар Радио Београда. Био је дугогодишњи председник Удружења књижевника Србије.

## Биографија
Гимназију је завршио у Крушевцу  након чега је у Београду дипломирао Југословенску и светску књижевност на Филолошком факултету. Затим је постао новинар и један од уредника у Радио Београду. Уређивао је листове Багдала и Задруга.
Објавио је 30 књига песама:
Сунце у воденици, Вечерњи крчаг, Шумска црква, Бунари Радоша Модричанина, Неустукница, Каква почаст, Испод снега, Похвала смеху, Вучица на пртини, Рујно, Румунска икона, Исто и обрнуто, Вечера на савској лађи, Бели извор итд. 
Такође пише и за децу.
Песме су му преведене на италијански, шпански, француски, енглески, руски, румунски, македонски и словеначки језик.
Добитник је већег броја књижевних награда.
Радомир Андрић је књижевник богатог и разноврсног опуса, а поред поезије, пише прозу, књижевну критику и есејистику.